# Glykogen
Glykogen eller glykogén er dyrenes (inkl. menneskenes) modstykke til planternes stivelse. Det er et kulhydrat, som kemisk set er et polysakkarid, og det består af forgrenede kæder af glukoseenheder. Forgreningerne optræder for hver 12-18 glukoseenheder. Som i amylopektin er de gennemgående bindinger mellem glukoseenhederne alpha-1,4-bindinger og forgreningspunkterne alpha-1,6-bindinger. I ét enkel molekyle glykogen kan der være op til 120.000 enheder glucose – et typisk glykogénmolekyle består af 30.000-50.000 glukoseenheder, og den forgrenede struktur gør det let at frigøre glukose, når der er behov for det.
Glykogen kaldes somme tider for "dyrisk stivelse". Det findes oplagret i leverceller (op til 8% af leverens vægt efter et måltid) og muskelceller (1% af musklernes vægt), i alt ca. 100 g i leveren og 400g i musklerne, hvor det ligger klar som et omsætteligt brændstof, der let kan omdannes til glukose eller omdannes til energi via glykolysen. Desuden findes der små mængder af stoffet i visse hjerneceller. Bakterier og visse andre mikroorganismer indeholder også glykogen.

## Eksterne links
- Stivelse og amylaser. Biotech Academy.dk Arkiveret 10. december 2012 hos  Wayback Machine
- Sukkers betydning for fysisk aktivitet og motion. Perspektiv.nu/da (Webside ikke længere tilgængelig)